# Aeroportul Kericho
Aeroportul Kericho (IATA: KEY, ICAO: HKKR) este un aeroport din Kericho, Provincia Rift Valley, Kenya.
Situat la o altitudine de 2.184 m, aeroportul dispune de o singură pistă.